# Jesús Ociel Baena Saucedo
Jesús Ociel Baena Saucedo (9 décembre 1984 à Saltillo - 13 novembre 2023 à Aguascalientes) est une personne mexicaine non binaire qui a exercé des activités juridiques, politiques et militantes en faveur de la communauté LGBT+ au Mexique.  
Baena devient, le 1er octobre 2022, la première personne non-binaire à occuper une magistrature dans l’histoire de l’Amérique latine,, au Tribunal électoral de l'État d'Aguascalientes.  

## Biographie

### Enfance et formation
Baena naît à Saltillo le 9 décembre 1984. Baena étudie le droit à l'université autonome de Coahuila (es) et obtient une maîtrise en droit constitutionnel et en politique gouvernementale. Baena obtient par la suite un doctorat en droit à l'université autonome de Durango (es). 

### Carrière
Avant d'être nommé au poste de magistrat, Baena travaille comme secrétaire électoral à l'Institut national électoral et comme professeur de droit électoral à l'université autonome d'Aguascalientes (es). 
Sa carrière est couverte par CNN en Español et le reportage est nommé aux 34e GLAAD Media Awards aux États-Unis. 

### Mort
Le 13 novembre 2023, les corps de Baena et de son partenaire sont retrouvés sans vie à leur domicile dans l'État d'Aguascalientes,.   
Son décès est signalé aux autorités, par la personne chargée du nettoyage de la résidence qui a découvert leur corps. À leur arrivée, les autorités constatent que les corps ne présentent plus de signes vitaux et montrent des signes de violence.   
Après sa mort, des milliers de personnes manifestent à Mexico et dans d'autres villes mexicaines pour demander que justice soit faite et que les circonstances de la mort de Baena et Nieves soient éclaircies,. Parmi les hautes autorités qui se sont jointes à cet appel, figure la secrétaire aux affaires étrangères, Alicia Bárcena.